# Los Centenarios (Teksas)
Los Centenarios je naseljeno mjesto za statističke potrebe u američkoj saveznoj državi Teksas. Prema popisu stanovništva iz 2010. u njemu je živjelo 87 stanovnika.